# William R. Snodgrass Tennessee Tower
Der William R. Snodgrass Tennessee Tower (auch bekannt als der Tennessee Tower) ist ein Wolkenkratzer in Nashville, Tennessee. Es hat eine Gesamthöhe von 138 m und 31 Etagen. Es ist zurzeit das dritthöchste Gebäude in Nashville.
Der Wolkenkratzer wurde ursprünglich für die National Life and Accident Insurance Company gebaut und diente als National Life Center, bis der US-Bundesstaat Tennessee das Gebäude 1994 kaufte. Über 1000 Angestellte des Staates Tennessee, die vorher an mehreren Standorten gearbeitet haben, arbeiten seitdem in dem Gebäude.
Der William R. SnodgrassTennessee Tower wurde nach William R. Snodgrass benannt, einem Politiker der das Amt des Tennessee’s Comptroller of the Treasury von 1955 bis 1999 innehatte.
Nach einem Blitzeinschlag am 31. August 2003 wurden mehrere Stockwerke von dem Wasser der Sprinkleranlage beschädigt.